# Lijst van voetbalinterlands Colombia - Verenigde Arabische Emiraten
Deze lijst van voetbalinterlands is een overzicht van alle officiële voetbalwedstrijden tussen de nationale teams van Colombia en de Verenigde Arabische Emiraten. De landen speelden tot op heden een keer tegen elkaar. Dat was een groepswedstrijd tijdens het Wereldkampioenschap voetbal 1990 op 9 juni 1990 in Bologna (Italië).

## Wedstrijden
| № | Plaats  | Datum       | Competitie | Wedstrijd                               | Uitslag |
| - | ------- | ----------- | ---------- | --------------------------------------- | ------- |
| 1 | Bologna | 9 juni 1990 | WK 1990    | Verenigde Arabische Emiraten – Colombia | 0 – 2   |

## Samenvatting
| Competitie   | Totaal gespeeld | Winst Colombia | Gelijk | Winst V.A.E. | Doelsaldo Colombia – V.A.E. |
| ------------ | --------------- | -------------- | ------ | ------------ | --------------------------- |
| WK-eindronde | 1               | 1              | 0      | 0            | 2 − 0                       |
| Totaal       | 1               | 1              | 0      | 0            | 2 − 0                       |

Wedstrijden bepaald door strafschoppen worden, in lijn met de FIFA, als een gelijkspel gerekend.

## Details

### Eerste ontmoeting
| WK 1990 (Bologna, Italië, 9 juni 1990): |              | |
| Verenigde Arabische Emiraten | 0 – 2        | Colombia |
| | goals        | 50' Bernardo Redín 86' Carlos Valderrama |
| Carlos Alberto Parreira | bondscoach   | Francisco Maturana |
| Muhsin Musabbah Faraj Eissa Meer Abdulrahman 52' Khaleel Ghanim Mubarak Ibrahim Meer Abdulrahman Youssef Hussein Mohammed Abdulrahman Abdullah Nasser Khamees Mubarak Hussein Ghulom Abbas Ali Thani Jumaa Khalid Ismail Mubarak 52' Adnan Al-Talyani | opstellingen | René Higuita Luis Fernando Herrera Luis Carlos Perea Andrés Escobar Gildardo Gómez Leonel Álvarez Gabriel Gómez Carlos Valderrama Bernardo Redín 78' Arnoldo Iguarán Freddy Rincón |
| Abdullah Ali Sultan 52' Zuhair Bakheet Saeed 52' | wissels      | 78' Carlos Estrada |
| Eissa Meer Abdulrahman 5' Youssef Hussein Mohammed 55' Ibrahim Meer Abdulrahman 70' | gele kaarten | |

Colfútbol · A-internationals · Selecties · Statistieken · Bondscoaches · Colombiaans vrouwenelftal · Olympisch elftal · Colombia U20 · Colombia U17
1938 – 1949 ·
1950 – 1959 ·
1960 – 1969 ·
1970 – 1979 ·
1980 – 1989 ·
1990 – 1999 ·
2000 – 2009 ·
2010 – 2019 ·
2020 – 2029
WK 1962 · 
WK 1990 · 
WK 1994 · 
WK 1998 · 
WK 2014 · 
WK 2018
OS 1968 · 
OS 1972 · 
OS 1980 · 
OS 1992 · 
OS 2016
1938 · 
1939 · 1940 · 1941 · 1942 · 1943 · 1944 · 
1946 · 
1947 · 
1948 · 
1949 · 
1950 · 1951 · 1952 · 1953 · 1954 · 1955 · 1956 · 
1957 · 
1958 · 1959 · 1960 · 
1961 · 
1962 · 
1963 · 
1964 · 
1965 · 
1966 · 
1967 · 
1968 · 
1969 · 
1970 · 
1971 · 
1972 · 
1973 · 
1974 · 
1975 · 
1976 · 
1977 · 
1978 · 
1979 · 
1980 · 
1981 · 
1982 · 
1983 · 
1984 · 
1985 · 
1986 · 
1987 · 
1988 · 
1989 · 
1990 ·
1991 · 
1992 · 
1993 · 
1994 · 
1995 · 
1996 · 
1997 · 
1998 · 
1999 · 
2000 · 
2001 · 
2002 · 
2003 · 
2004 · 
2005 · 
2006 · 
2007 · 
2008 · 
2009 · 
2010 · 
2011 · 
2012 · 
2013 · 
2014 · 
2015 · 
2016 · 
2017 ·
2018 ·
2019 ·
2020 ·
2021
Algerije ·
Argentinië ·
Australië ·
Bahrein ·
België ·
Bolivia · 
Brazilië ·
Canada ·
Chili ·
China · 
Costa Rica ·
Cuba ·
DDR ·
Duitsland ·
Ecuador ·
Egypte ·
El Salvador ·
Engeland ·
Finland ·
Frankrijk ·
Griekenland ·
Guatemala · 
Haïti ·
Honduras ·
Hongarije ·
Hongkong ·
Ierland ·
Irak ·
Israël ·
Ivoorkust ·
Jamaica ·
Japan ·
Joegoslavië ·
Jordanië ·
Kameroen ·
Koeweit · 
Liberia · 
Marokko ·
Mexico ·
Montenegro ·
Nederland ·
Nederlandse Antillen ·
Nicaragua ·
Nieuw-Zeeland · 
Nigeria ·
Noord-Ierland ·
Noorwegen ·
Panama ·
Paraguay ·
Peru ·
Polen ·
Puerto Rico ·
Qatar ·
Roemenië ·
Saoedi-Arabië ·
Schotland ·
Senegal ·
Servië ·
Slovenië ·
Slowakije ·
Sovjet-Unie ·
Spanje ·
Trinidad en Tobago ·
Tsjecho-Slowakije ·
Tunesië · 
Turkije · 
Uruguay ·
Venezuela ·
Verenigde Arabische Emiraten · 
Verenigde Staten ·
Zuid-Afrika ·
Zuid-Korea ·
Zweden ·
Zwitserland
Brazilië (2014) ·
Engeland (2018) ·
Griekenland (2014) ·
Ivoorkust (2014) ·
Japan (2014) ·
Japan (2018) ·
Polen (2018) ·
Senegal (2018) ·
Uruguay (2014)
UAEFA · A-internationals · Bondscoaches · Statistieken · Olympisch elftal · Vrouwenelftal van de Verenigde Arabische Emiraten · VA Emiraten U21 · VA Emiraten U19 · VA Emiraten U17
1972 – 1979 ·
1980 – 1989 ·
1990 – 1999 ·
2000 – 2009 ·
2010 – 2019 ·
2020 − 2029
OS 2012
Algerije ·
Andorra ·
Angola ·
Argentinië ·
Armenië ·
Australië ·
Azerbeidzjan ·
Bahrein ·
Bangladesh ·
Benin ·
Bolivia ·
Brazilië ·
Brunei ·
Bulgarije ·
Chili ·
China ·
Colombia ·
Costa Rica ·
Denemarken ·
Dominicaanse Republiek ·
Duitsland ·
Egypte ·
Estland ·
Filipijnen ·
Finland ·
Gabon ·
Gambia ·
Georgië ·
Haïti ·
Honduras ·
Hongarije ·
Hongkong ·
IJsland ·
India ·
Indonesië ·
Irak ·
Iran ·
Japan ·
Jemen ·
Joegoslavië ·
Jordanië ·
Kazachstan ·
Kenia ·
Kirgizië ·
Koeweit ·
Laos ·
Libanon ·
Libië ·
Litouwen ·
Maleisië ·
Malta ·
Marokko ·
Mauritanië ·
Moldavië ·
Myanmar ·
Nepal ·
Nieuw-Zeeland ·
Noord-Korea ·
Noorwegen ·
Oekraïne ·
Oezbekistan ·
Oman ·
Oost-Timor ·
Pakistan ·
Palestina ·
Paraguay ·
Peru ·
Polen ·
Qatar ·
Roemenië ·
Rusland ·
Saoedi-Arabië ·
Senegal ·
Singapore ·
Slovenië ·
Slowakije ·
Soedan ·
Sri Lanka ·
Syrië ·
Tadzjikistan ·
Thailand ·
Togo ·
Trinidad en Tobago ·
Tsjechië ·
Tunesië ·
Turkmenistan ·
Uruguay ·
Venezuela ·
Vietnam ·
Wit-Rusland ·
Zuid-Afrika ·
Zuid-Korea ·
Zweden ·
Zwitserland